# Fabio De'Longhi
Fabio De'Longhi (1967 Treviso) je italský podnikatel a bývalý CEO společnosti De'Longhi. Narodil se v roce 1967
a je synem Giuseppe De'Longhiho.
Studoval ekonomiku na Bocconi University, soukromé univerzitě v italském Miláně.

Od 27. června 2005 do 1. května 2020 vykonával funkci CEO ve společnosti De'Longhi a vlastní 57% podíl společnosti. Také je jejím viceprezidentem a úzce spolupracuje se svým otcem, který je prezidentem společnosti. Je jedním z nejbohatších lidí v Itálii.
1. května 2020 Fabio De'Longhi rezignoval na funkci CEO a generálního ředitele De'Longhi a předal odpovědnost mezinárodnímu top manažerovi pro Evropu, Afriku a Blízký východ a bývalému prezidentovi švýcarské společnosti Barry Callebaut, Massimu Garavagliovi.